# Kobo (Burkina Faso)
Pour les articles homonymes, voir Kobo.
Kobo est une localité du Burkina Faso située dans le département de Ouindigui, la province du Loroum et la région du Nord.

## Population
Lors du recensement de 2006, on y a dénombré 1 581 habitants. 

## Éducation
En 2016-2017, la localité possède une école primaire publique.